# باگاسیس (شاهزاده اشکانی)

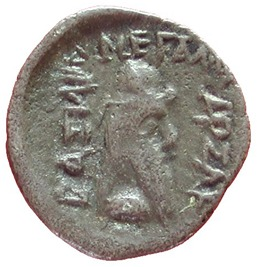
سکه‌ای ضرب شده در دوران مهرداد یکم که در پشت آن تصویری از باگاسیس نقش بسته‌است.

باگاسیس، بَغَسیس، باگاز، باگایاشا یک شاهزاده اشکانی بود که در میانه ۱۴۸ تا ۱۴۷ پیش از میلاد نقش مهمی را در سیاست‌های دربار اشکانی ایفا می‌نمود، او توسط برادرش مهرداد یکم (حک. ۱۷۱–۱۳۲ پ. م) به فرمانداری سرزمین تازه فتح شده ماد منصوب شده بود. (۱۳۸-۱۲۰ ق م) در این مقام، او در بابل جنگید و یک لشکرکشی تنبیهی علیه شهر ظاهراً شورشی Sha-pi-Adata رهبری کرد و همچنین با ارتش دولت سلوکی به فرماندهی دمتریوس دوم جنگید. پادشاه فرض شده پارت در ۱۲۷/۱۲۶ ق.م این فرض مبتنی بر داده‌های کتیبه‌شناسی و سکه‌شناسی است، زیرا در منابع روایی اطلاعاتی از سلطنت باگاسیس وجود ندارد. اکنون به دلیل دشواری بازسازی سلطنت بَغَسیس فرضیه سلطنت کردن وی به کنار نهاده شده است. 
وی یکی از مهمترین شخصیت های سیاسی نیمه دوم قرن دوم قبل از میلاد. ه. در خاورمیانه بود.
از باگاسیس پسری با نام نامشخص به یادگار ماند که در زمان مهرداد دوم (حک. ۱۲۴–۹۱ پ. م) مناصب عالی را دارا بود.

## زندگی نامه
نام باگاسیس بارها در منابع مختلف خط میخی دوره اشکانی آمده است. همچنین یک بار توسط یک مورخ رومی قرن ۲-۳، مارک جونیان جاستین، ذکر شده است. باگاسیس پسر پادشاه پارت فریاپات بود. او سه برادر داشت که به پادشاهی رسیدند - فرهاد یکم، اردوان اول/دوم و مهرداد اول . که اردوان یکم پادشاهی کوچک اشکانی را به یک امپراتوری قدرتمند تبدیل کرد - در زمان سلطنت او سرزمین های ماد و بابل را تسخیر کرد و سپس لقب «شاه شاهان» را کاملاً به خود گرفت . زمانی که مهرداد یکم در حال تصرف ماد بود، یکی از سرداران او ایران را فتح کرد. به گفته مورخ نیکلاس اورتوم، می تواند باگاسیس باشد.
ژوستین می نویسد پس از فتح ماد، مهرداد آن را به ساتراپی تبدیل کرد و باگاسیس به فرمانداری آن منصوب شد. هدف از فعالیت های مشترک آنها تحکیم قدرت اشکانی و تقویت مرزهای غربی امپراتوری جدید بود. نام باگاسیس در منابع خط میخی مربوط به دوران سلطنت مهرداد اول است. خاطرات نجومی بابلی حاوی اطلاعاتی درباره فتح بابل توسط اشکانیان است که در ۱۳ مه ۱۳۸ قبل از میلاد وارد این شهر شدند. از جمله فرماندهان فاتحان باگاسیس بود که در بین النهرین لشکری جمع کرد و با او به ماد رفت. او به همراه برادرش در دفع ضد حمله یونانیان سلوکی که در تلاش برای بازگرداندن سرزمین های بابل بودند، شرکت کرد و با موفقیت نیروهای آنها را شکست داد. در آن زمان باگاز قبلاً تجربه نظامی مناسبی داشت. او از تاکتیک های "جنگ چریکی" علیه دشمن استفاده کرد - حملات غیرمنتظره ای که دشمنانی را که در حال پیشروی به سمت بابل بودند آزار می داد. پادشاه سلوکی دمتریوس دوم موفق شد تنها چند پیروزی جزئی محلی به دست آورد و سلوکیه را به طور موقت به کنترل خود بازگرداند. در ابتدا، باگاز عمداً در درگیری های کوچک شکست خورد، و اعتماد به نفس دشمن را تقویت کرد و او را متقاعد کرد که فرد بی تجربه ای بوده و تهدید ایجاد شده توسط او بی اهمیت است. با این کار، او ارتش دمتریوس دوم را به داخل کشور کشاند، جایی که برادرش، مهرداد، قبلاً تله ای آماده کرده بود. ژوئن / آگوست ۱۳۸ ق.م. مهرداد اول با نیروهای اصلی وارد بابل شد و دشمن را غافلگیر کرد. او با حمله به سلوکیان، سپاه دشمن را به کلی شکست داد و شاه را به اسارت گرفت. دومین بار نام باگاسیس در منابع به اکتبر ۱۳۵ قبل از میلاد برمی گردد. در این هنگام، مهرداد اول به شدت بیمار شد و برادر خود را به معاونت خود منصوب کرد. سومین ذکر در این گونه خاطرات مربوط به بازه زمانی ۹ اکتبر تا ۶ نوامبر ۱۳۳ قبل از میلاد است. ه. و مرتبط با شورش هایی است که در قلمرو بابل به دلایل مذهبی رخ داده است. این منبع از برکناری فرمانده فیلین خبر می دهد که شش ماه قبل - در آوریل یا می همان سال - به ماد به باگایاش آمد. تئودوسیوس به جای او منصوب شد. آخرین چنین ذکری بیش از یک دهه بعد رخ داد - بین ۲۰ مه و ۱۷ ژوئن ۱۲۰ قبل از میلاد. ه. مربوط به پسر باگاسیس، «فرمانده چهار فرمانده» است. به گفته مورخان Jona Lendering[nl] و Bert van der Spek[en]، پسر باگاسیس می تواند جانشین تئودوسیوس باشد.

## کارزار تنبیهی بابل
علاوه بر خاطرات نجومی بابلی، فعالیت های باگاسیس در وقایع بین النهرینی BCHP 18B/A[16] شرح داده شده است. به گفته وندر اسپک، این وقایع نگاری ممکن است بخشی از خاطرات نجومی بابلی نیز باشد. او از اقدام تنبیهی بگاسیس علیه بابلی ها می گوید. خلاصه ای از منبع به شرح زیر است. باگاسیس وارد بابل می شود و از شورای بزرگان گزارش می خواهد و در جریان آن به خون های ریخته شده و سرقت ها اشاره می شود. در کاخ علاوه بر بزرگان، رهبران نظامی و همچنین گروهی از مردم که مجبور به ترک خانه های خود شدند، حضور دارند. خطوط زیر در مورد عزاداری در میان همه گروه های مردم، از بردگان گرفته تا رهبران منطقه ("پیاده نظام") صحبت می کند سپس یک فاجعه خاص رخ می دهد و پس از آن حتی افراد گناهکار به خانه های خود رها می شوند. به گفته وندر اسپک، این احتمال وجود دارد که آنها سربازان پادگان باشند. در آینده، یک رهبر نظامی خاص PN-xx-nu برای مردم شفاعت می کند، احتمالاً پسر باگایاشی، که منجر به آوردن هدایای ارزشمند و "شادی قلبی" در بین مردم می شود. خود فرمانده عازم قرارگاه می شود. باگاسیس کاهنان اعظم را که به همراه پنج بابلی و رهبران منطقه و همچنین فرمانده PN-xx-nu می آیند را احضار می کند. این فرمانده سپاهیان، سپاه اشکانیان را متقاعد می کند که وارد بابل شوند و گروه آورده شده را تبعید می کند و پس از آن به شهر شاپی آدات می رود. استراتیگوس بابلی پادگان را در یک مکان جمع می کند و باگاسیس او را به بیرون از شهر هدایت می کند. مردمی که در کاخ زندگی می کردند نیز آن را ترک می کنند. سپس باگاسیس وارد بورسیپا می‌شود، جایی که کاهنان اعظم حیواناتی را به افتخار او قربانی می‌کنند و به افتخار نابو و نانایا قربانی می‌کنند. سپس تصمیم خاصی در مورد نقره ای که برای معبد در Sha-pi-Adat قرار دارد گرفته می شود و پس از آن باگایاشا شهر را ترک می کند. یک رهبر نظامی نزد او می آید و گزارشی طولانی از خصومت ها و فتح یک شهر خاص را مخابره می کند. به گفته ون در اسپک، شاید این گزارش در مورد شاپی آدات بود. به قول لندرینگ و ون ور اسپک، «درک اینکه به طور کلی در اینجا چه می گذرد دشوار است، اما به نظر می رسد که قیامی در بابل رخ داد، پس از آن غارت شد و سپس مورد عفو قرار گرفت» . علاوه بر این، لندرینگ خاطرنشان کرد که این واقعیت که کشیشان به افتخار باگایاشی قربانی می‌کردند، بیانگر موقعیت سیاسی بسیار بالای او در کشور است

## مساله پادشاهی
منبع اصلی تاریخ اولیه اشکانیان، کتاب تاریخ فیلیپی اثر پومپیوس تروگوس است که توسط جاستین گردآوری شده است. این نشان می دهد که در پس زمینه "حمله سکاها"، به جای پسر متوفی مهرداد یکم، فرهاد دوم، که هیچ فرزندی از خود بر جای نگذاشت، در ۱۲۷/۱۲۶ قبل از میلاد به فرمانروایی عمویش اردوان پرداخت. با این حال، داده‌های سکه‌شناسی و استراکون از نسا که در اختیار محققان است، شواهدی را نشان می‌دهد که بین فرهاد دوم و اردوان، باگاسیس نامی به مدت ۸ ماه حکومت می‌کرد که به احتمال زیاد همان باگاسیس است. به عقیده لندرینگ و وندر اسپک، این واقعیت که پسر باگاسیس نه تنها در دربار اشکانی خدمت می کرد، بلکه نزد وارث اردوان، مهرداد دوم، مقام بالایی نیز داشت، نشان می دهد که باگاسیس از اقتدار بالایی برخوردار بوده است.
در تاریخ نگاری درباره پادشاه بودن یا نبودن باگاسیس اتفاق نظر وجود ندارد. در سال ۲۰۰۴، شرکت سکه شناسی بریتانیایی Classical Numismatic Group او را مردی توصیف کرد که بین فرهاد دوم و اردوان حکومت می کرد. این شرکت در همان زمان تترادراخم مهرداد اول را ارائه کرد که در پشت آن تصویر باگاسیس نقر شده. پیش از این بر این باور بودند که تصویر هیسپاوسین، فرمانروای هاراکنا در جنوب بین النهرین، بر روی این سکه ضرب شده است، اما بعداً ثابت شد که آن باگاسیس است. مورخ ایرانی غلامرضا عصار در سال ۲۰۰۵ او را به عنوان حاکم معرفی کرد، اما سپس در سال ۲۰۰۹ چنین نتیجه‌گیری را رد کرد. لندرینگ در سال ۲۰۱۹ در نظر گرفت که باگاسیس و باگایاشا همان شخص هستند که قطعاً یک پادشاه بوده است، اما خاطرنشان کرد که به هیچ وجه از این دوره چیزی معلوم نیست. سکه‌شناس اسپانیایی لوئیس والورده و سکه‌شناس ایرانی علی اصغر شریعت زاده نیز نظر مشابهی داشتند. اورتوم در مونوگرافی ۲۰۲۰ خود استدلال کرد که باگاسیس هرگز پادشاه نشد با این حال، او خاطرنشان کرد که فرضیه سلطنت باگاسیس با تجربه او به عنوان یک رهبر نظامی مرتبط است. این دانشمند تأکید کرد که در صورت به قدرت رسیدن باگاسیس، پسرش از تمام حقوق تاج و تخت سلطنتی برخوردار بود، در حالی که او تنها یکی از رهبران نظامی در زمان مهرداد دوم بود. این به گفته اورتوم با اظهارات مربوط به اعلام احتمالی باگاسیس به عنوان پادشاه در تناقض است. اورتوم همچنین خاطرنشان کرد که هیچ مدرکی دال بر خدمت سربازی باگاز در دوره فرهاد دوم وجود ندارد، که می توان آن را با مرگ یا بازنشستگی او توضیح داد. به گفته مورخ، روایت مرگ باگاسیس در زمان حیات فرهاد دوم توضیح می دهد که چرا چنین شخصیت قدرتمندی در پارت به پادشاهی نرسید. مورخ همچنین یادآور می شود که عدم ذکر پادشاه پارت در منابع ادبی بسیار عجیب است.

## یادداشت
پاهات اصطلاحی است با منشأ اکدی-آرامی که به رعیت ساتراپ ها، فرمانداران سرزمین های کوچکتر اشاره می کرد[19]. مطابق با epistat یونانی [15] است.